# Хам су Варсберг
Хам су Варсберг (фр. Ham-sous-Varsberg) насеље је и општина у североисточној Француској у региону Лорена, у департману Мозел која припада префектури Буле Мозел.
По подацима из 2011. године у општини је живело 2784 становника, а густина насељености је износила 426,34 становника/km². Општина се простире на површини од 6,53 km². Налази се на средњој надморској висини од 220 метара (максималној 332 m, а минималној 213 m).

## Демографија
| 1962. | 1968. | 1975. | 1982. | 1990. | 1999. | 2011. |
| ----- | ----- | ----- | ----- | ----- | ----- | ----- |
| 2.115 | 2.303 | 2.549 | 2.762 | 2.801 | 2.707 | 2.784 |

График промене броја становника у току последњих година